# Arrondissement Vire
Das Arrondissement Vire ist ein Verwaltungsbezirk im Département Calvados in der französischen Region Normandie.

## Geschichte
Am 4. März 1790 wurde mit der Gründung des Départements Calvados auch ein District de Vire gegründet, der im Wesentlichen mit dem heutigen Arrondissement übereinstimmte. Der Distrikt wurde mit der Gründung der Arrondissements am 17. Februar 1800 zum Arrondissement Vire.

## Geografie
Das Arrondissement grenzt im Norden an das Arrondissement Bayeux, im Osten an das Arrondissement Caen, im Südosten an das Arrondissement Argentan im Département Orne, im Südwesten an das Arrondissement Avranches und im Westen an das Arrondissement Saint-Lô, die beiden letzten im Département Manche.
Zum Arrondissement gehören Gemeinden aus drei Wahlkreisen (Kantonen):
- Kanton Condé-en-Normandie
- Kanton Les Monts d’Aunay (mit 27 von 29 Gemeinden)
- Kanton Vire Normandie

## Gemeinden
| 1. Amayé-sur-Seulles (14007)         | 2. Aurseulles (14011)             | 3. Beaumesnil (14054)               | 4. Bonnemaison (14084)             |
| 5. Brémoy (14096)                    | 6. Cahagnes (14120)               | 7. Campagnolles (14127)             | 8. Caumont-sur-Aure (14143)        |
| 9. Condé-en-Normandie (14174)        | 10. Courvaudon (14195)            | 11. Dialan sur Chaîne (14347)       | 12. Épinay-sur-Odon (14241)        |
| 13. Landelles-et-Coupigny (14352)    | 14. Landes-sur-Ajon (14353)       | 15. Les Loges (14374)               | 16. Longvillers (14379)            |
| 17. Maisoncelles-Pelvey (14389)      | 18. Maisoncelles-sur-Ajon (14390) | 19. Malherbe-sur-Ajon (14037)       | 20. Le Mesnil-au-Grain (14412)     |
| 21. Le Mesnil-Robert (14424)         | 22. Les Monts d’Aunay (14027)     | 23. Monts-en-Bessin (14449)         | 24. Noues de Sienne (14658)        |
| 25. Parfouru-sur-Odon (14491)        | 26. Périgny (14496)               | 27. Pont-Bellanger (14511)          | 28. Pontécoulant (14512)           |
| 29. Saint-Aubin-des-Bois (14559)     | 30. Saint-Denis-de-Méré (14572)   | 31. Saint-Louet-sur-Seulles (14607) | 32. Saint-Pierre-du-Fresne (14650) |
| 33. Sainte-Marie-Outre-l’Eau (14619) | 34. Seulline (14579)              | 35. Souleuvre en Bocage (14061)     | 36. Terres de Druance (14357)      |
| 37. Tracy-Bocage (14708)             | 38. Val d’Arry (14475)            | 39. Val de Drôme (14672)            | 40. Valdallière (14726)            |
| 41. Villers-Bocage (14752)           | 42. La Villette (14756)           | 43. Villy-Bocage (14760)            | 44. Vire Normandie (14762)         |

## Neuordnung der Arrondissements 2017

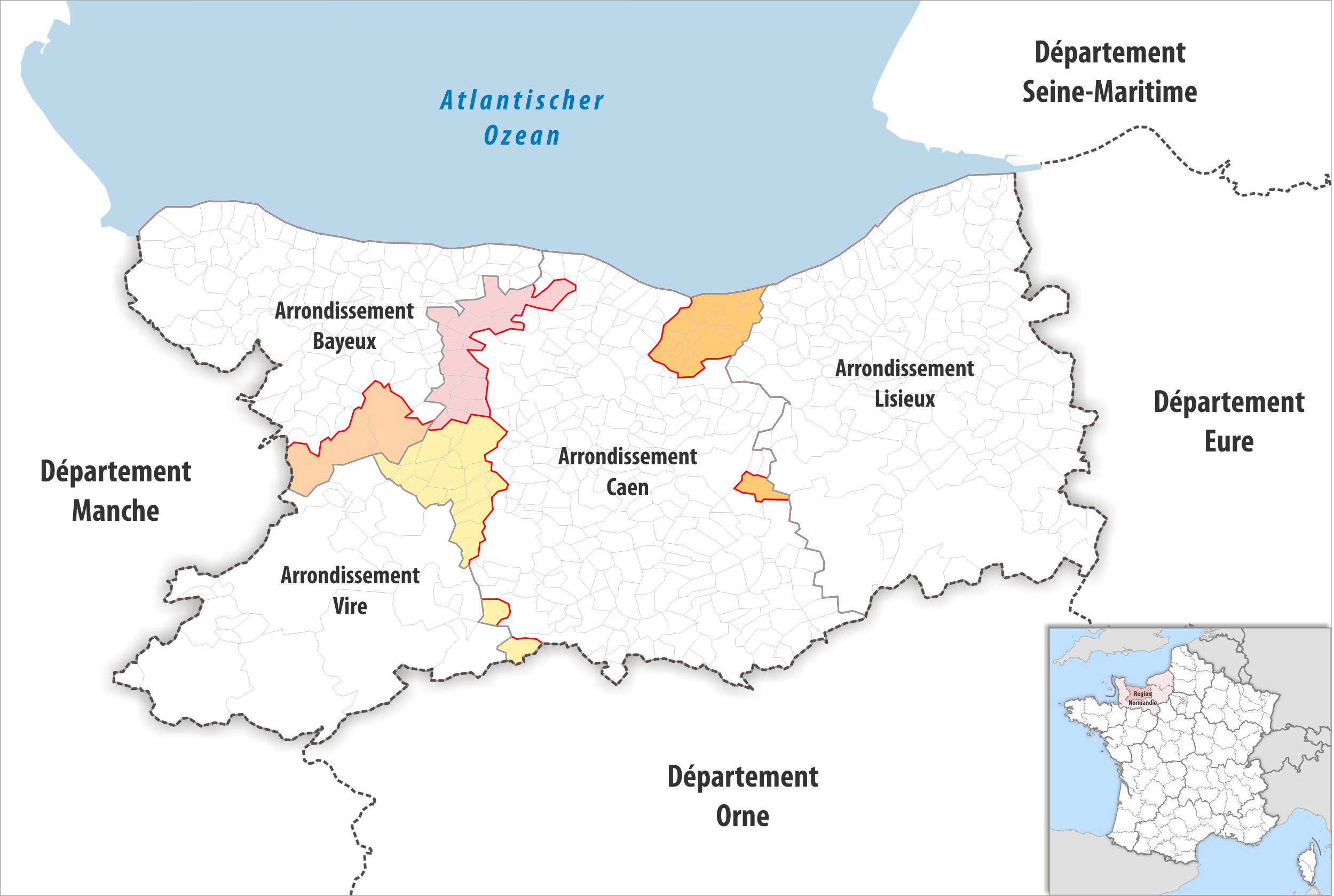
Arrondissementsanpassungen im Jahr 2017

Durch die Neuordnung der Arrondissements im Jahr 2017 wurde die Fläche der zwei Gemeinden Aurseulles und Caumont-sur-Aure sowie die Fläche der zwei ehemaligen Gemeinden La Lande-sur-Drôme und Sept-Vents aus dem Arrondissement Bayeux und die Fläche der 19 Gemeinden Amayé-sur-Seulles, Bonnemaison, Courvaudon, Épinay-sur-Odon, Landes-sur-Ajon, Longvillers, Maisoncelles-Pelvey, Maisoncelles-sur-Ajon, Malherbe-sur-Ajon, Le Mesnil-au-Grain, Monts-en-Bessin, Parfouru-sur-Odon, Saint-Denis-de-Méré, Saint-Louet-sur-Seulles, Tracy-Bocage, Val d’Arry, Villers-Bocage, La Villette, Villy-Bocage und die Fläche der ehemaligen Gemeinde Campandré-Valcongrain aus dem Arrondissement Caen dem Arrondissement Vire zugewiesen.

## Ehemalige Gemeinden seit der landesweiten Neuordnung der Kantone
bis 2017:
Pont-Farcy
bis 2016:
Aunay-sur-Odon, Bauquay, La Bigne, Champ-du-Boult, Courson, Dampierre, Danvou-la-Ferrière, Fontenermont, Le Gast, Jurques, Lassy, Le Mesnil-Auzouf, Le Mesnil-Benoist, Le Mesnil-Caussois, Mesnil-Clinchamps, Ondefontaine, Le Plessis-Grimoult, Roucamps, Saint-Jean-le-Blanc, Saint-Jean-des-Essartiers, Saint-Manvieu-Bocage, Saint-Sever-Calvados, Saint-Vigor-des-Mézerets, Sept-Frères
bis 2015:
Beaulieu, Le Bény-Bocage, Bernières-le-Patry, Burcy, Bures-les-Monts, Campeaux, Carville, La Chapelle-Engerbold, Chênedollé, Condé-sur-Noireau, Coulonces (Calvados), Coulvain, Le Désert, Estry, Étouvy, La Ferrière-Harang, La Graverie, Lénault, Maisoncelles-la-Jourdan, Malloué, Mont-Bertrand, Montamy, Montchamp, Montchauvet, Pierres, Presles, Proussy, Le Reculey, La Rocque, Roullours, Rully, Saint-Charles-de-Percy, Saint-Denis-Maisoncelles, Saint-Germain-du-Crioult, Saint-Germain-de-Tallevende-la-Lande-Vaumont, Saint-Georges-d’Aunay, Saint-Martin-des-Besaces, Saint-Martin-Don, Saint-Ouen-des-Besaces, Saint-Pierre-Tarentaine, Saint-Pierre-la-Vieille, Sainte-Marie-Laumont, Le Theil-Bocage, Le Tourneur, Truttemer-le-Grand, Truttemer-le-Petit, Vassy, Vaudry, Vire, Viessoix